# 布列塔尼半岛

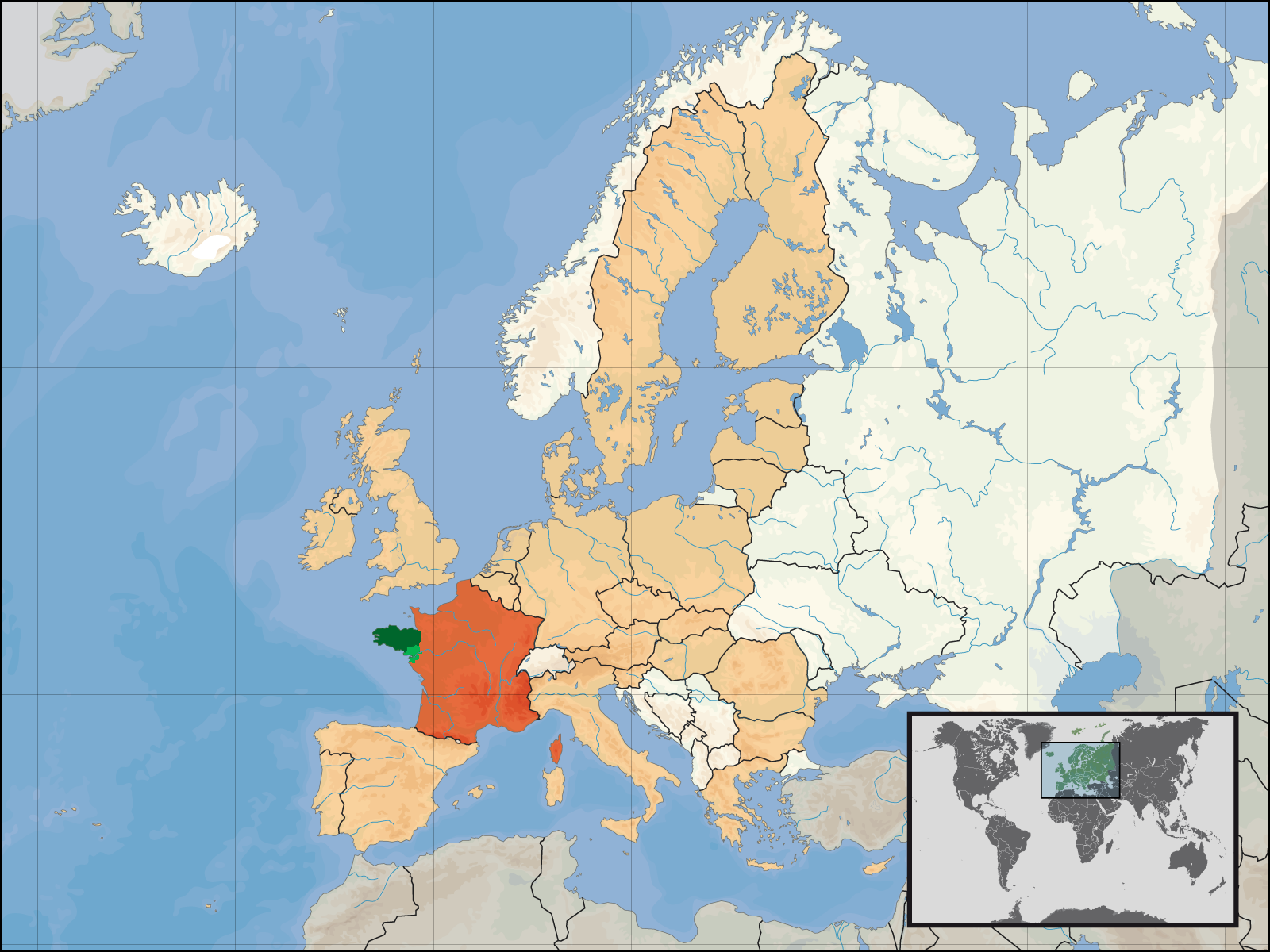
布列塔尼半岛在法国的位置

布列塔尼半岛（法語：Bretagne，發音：[bʁətaɲ] ⓘ，發音：[brɛjs]或[bʁɛχ]；加洛語：Bertaèyn，發音：[bəʁtaɛɲ]）是法国西北部的一個半岛，歷史上文化及行政上的一個地區名稱。布列塔尼半岛位于阿摩里卡西部，北部面向英倫海峽，南部對着比斯開灣。整個半島的面積有34,023 km²。
凯尔特人是布列塔尼半岛最早的居民，大約於公元前2000多年時出現，而布列塔尼亦是昔日的六個凱爾特邦國之一。後來布列塔尼半岛被凯撒征服，成为罗马的鲁格顿西斯行省。5世纪时，凱爾特布立吞人大量迁入，故这块西北端地区被称作“布列塔尼”，外號“小不列顛”（與大不列顛相對）。
布列塔尼半岛由克洛维一世征服，但无论是墨洛温王朝还是加洛林王朝都未能完全統治此地域。13世纪法国提出领土要求，但一直到15世纪，这里还是独立的邦国。1532年，布列塔尼與法蘭西王國合併，失去其公國的地位，布列塔尼半岛被併入法国，成為法國的一个省，其省級地位一直持续到法国大革命时期。